# Paul Decaux
Pour les articles homonymes, voir Decaux.

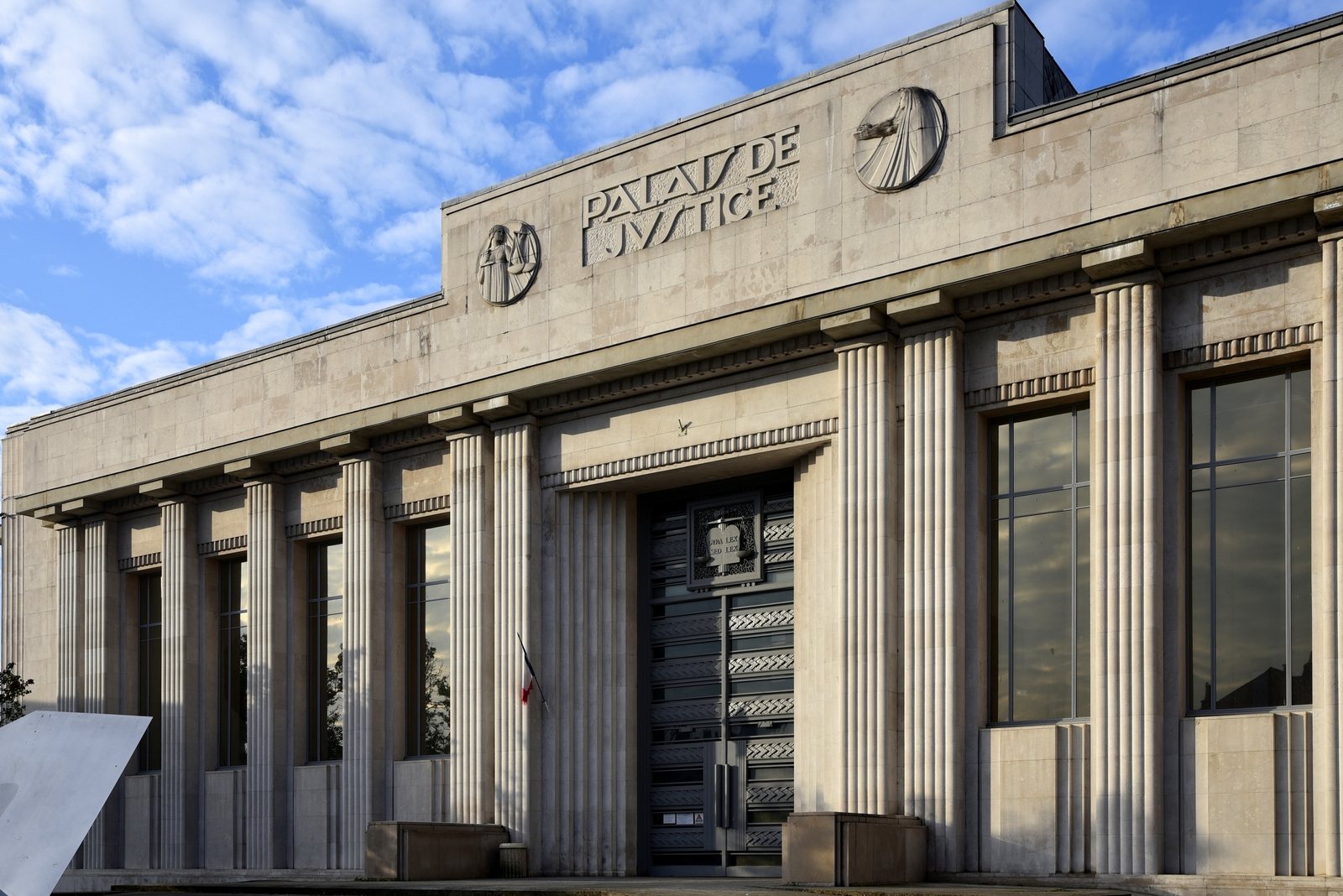
Palais de justice de Béthune

Paul Decaux, né le 28 mai 1881 à Serqueux (Seine-Maritime) et mort le 6 septembre 1968 à Dieppe (Seine-Maritime), est un architecte français.

## Biographie

### Enfance et formation
Paul Jean Samuel Decaux, naît à Serqueux, en Seine-Maritime, le 28 mai 1881, du mariage de Samuel Ernest Decaux, cultivateur, et de Denise Gerberge Blanche, ménagère.
Il fait l'école des Beaux-Arts où il est élève de l'atelier préparatoire de Jules Godefroy et Eugène Freynet, admis en 2e classe le 4 novembre 1901, puis élève d'Edmond Paulin.
Il obtient son diplôme d'architecte le 12 juin 1907.

### Vie de famille
Paul Decaux se marie le 27 juin 1910 à Valenciennes, avec Marguerite Marie Lemaire (1891-1980), fille d'Edmond Lemaire, architecte,,.

### Parcours professionnel
Paul Decaux est architecte dans le 6e arrondissement de Paris en 1914 puis à Arras, entre 1931 et 1949, et à Dieppe, entre 1951 et 1968. Il est associé à Édouard Crevel (agence E. Crevel et P. Decaux) entre 1921 et 1938.
Il est nommé architecte en chef du département du Pas-de-Calais par arrêté du 2 décembre 1909 et architecte ordinaire des monuments historiques à Arras.
Après la Première Guerre mondiale, il est architecte des coopératives de reconstruction de nombreuses communes du Pas-de-Calais.
Il s'illustre, dans la reconstruction de la ville d'Arras, par l'édification d'un grand nombre de bâtiments publics et privés, sous la direction de Pierre Paquet, architecte en chef des monuments historiques.
Il obtient le 1er prix au concours pour l'hôtel de ville de Béthune, en collaboration avec E. Crevel.
Il est président du conseil régional de l'Ordre des architectes en 1951.

### Services militaires
Il prend part à la Grande Guerre dans l'infanterie territoriale en tant que caporal puis sergent.

### Mort
Paul Decaux meurt à Dieppe le 6 septembre 1968.

## Réalisations architecturales
- Aincourt, sanatorium d'Aincourt
- Arras :
  - Restauration de la cathédrale
  - Reconstruction des places
  - École d'agriculture
  - Palais de justice
  - Succursale de la Banque de France en 1926, en collaboration avec Alphonse Defrasse[2]
  - Immeuble à logements, 24 rue de la Housse. Architectes Paul Decaux et Édouard Crevel[7]
  - Maison, 70 rue des Trois-Visages. Architectes Paul Decaux et Édouard Crevel[8]
  - Immeuble à logements, 6 rue des Saint-Aubert. Architectes Paul Decaux et Honoré Pons[9]
  - Maison, 2 rue Méaulens. Architecte Paul Decaux[10]
- Berck :
  - Ensemble de trois maisons dites chalets, 4, 6 et 8 rue Lavoisier[11]
  - Villa La Linotte, 11 rue Casimir Périer[12]
  - Maison, 46, rue Simon Dubois[13]
  - Maison, 4, 6, 8 et 10 impasse Gabriel[14]
- Béthune, palais de justice[15]
- Le Bourget, aéroport de Paris-Le Bourget[16]
- Étaples, Pont d'Étaples. Architectes Paul Decaux et Édouard Crevel
- Helfaut, sanatorium à Helfaut
- Tilloy-lès-Mofflaines, école d’agriculture
- Vaulx-Vraucourt, maison, 44 Grand'Rue. Architectes Paul Decaux et Édouard Crevel[17]

## Distinctions
- Chevalier de la Légion d'honneur (décret du 30 juillet 1930)[18] ;
- Officier de l'Instruction publique[18] ;
- Chevalier de l'ordre du Mérite agricole (13 décembre 1924)[18],[2] ;
- Croix du combattant[6],[18].